# 劉子況
劉子况（?—?），南北朝刘宋宋孝武帝劉駿第十七子，母為江婕妤。
劉子况与劉子玄、淮阳思王劉子霄是同母所生，劉子况早夭，未封王。